# Henry J. Watt
 (septembre 2018).
Si vous disposez d'ouvrages ou d'articles de référence ou si vous connaissez des sites web de qualité traitant du thème abordé ici, merci de compléter l'article en donnant les références utiles à sa vérifiabilité et en les liant à la section « Notes et références ».
Henry J. Watt (1879–1925) est un psychologue écossais.

## Biographie
Henry J. Watt naît à Aberdeen et fait ses études à l'université de cette ville, où il obtient un master de philosophie en 1900.
Il séjourne à Berlin, puis à Wurtzbourg, où il s'intéresse aux travaux d'Oswald Külpe et de l'École de Wurtzbourg. Il obtient son doctorat à Wurtzbourg 1906. Il enseigne à l'université de Liverpool, puis à l'université de Glasgow en 1908.

## Publications
- « Experimental Contribution to a Theory of Thinking », Journal of Anatomy and Physiology, 40(3), 257–266, 1906.
- The Commonsense of Dreams. International University Series in Psychology. London: Humphrey Milford, Oxford University Press, 1929.